# AT&T T-9S
AT&T T-9S (ehemals DirecTV-9S) ist ein Satellit zur Direktübertragung von Fernsehprogrammen.
Die Betreibergesellschaft des Satelliten heißt DirecTV. Er wurde am 13. Oktober 2006 mit einer Ariane-5-ECA-Trägerrakete in den Weltraum transportiert. Er besitzt 54 Ku-Band-Transponder und ist auf der Position 101° West positioniert.
Der Satellit dient als Backup-Satellit (Reservesatellit) für die Satelliten DirecTV-4S und DirecTV-7S.